# Potentilla coriandrifolia
Potentilla coriandrifolia är en rosväxtart som beskrevs av David Don. Potentilla coriandrifolia ingår i Fingerörtssläktet som ingår i familjen rosväxter. Utöver nominatformen finns också underarten P. c. dumosa.